# Société amicale
Dans les pays anglophones, une société amicale (friendly society), parfois également appelée « société mutuelle » (mutual society), « société bénévole » (benevolent society), « fraternité » (fraternity) ou « organisation fraternelle » (fraternal organization), est une association dont le but est la sociabilité et la protection mutuelle de ses membres.

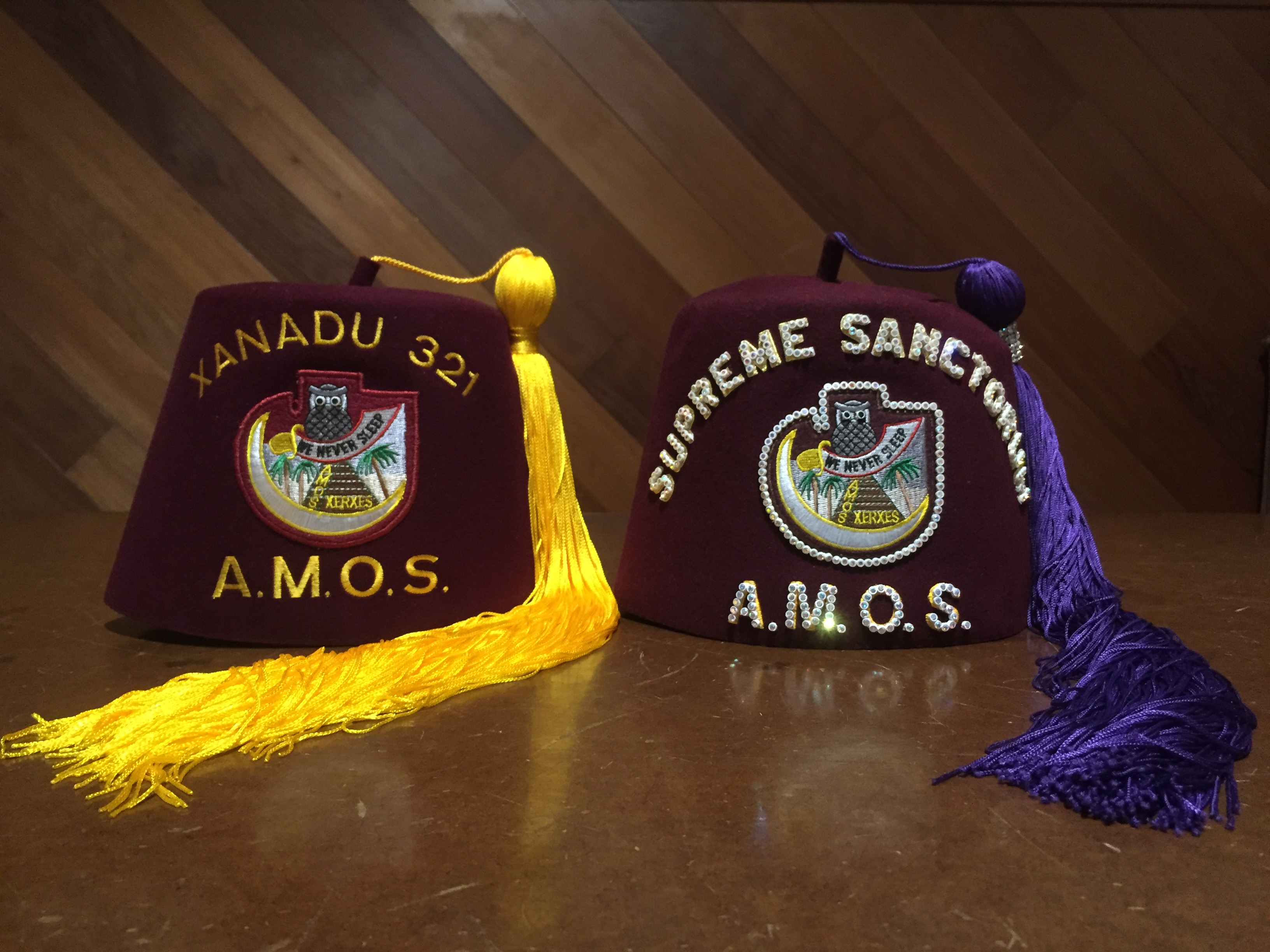
Toques de membre et de grand officier de l' Ancient Mystic Order of Samaritans.

Les sociétés amicales apparurent dans les Îles Britanniques à la fin du XVIIe siècle et se développèrent considérablement au Royaume-Uni, aux États-Unis et en Australie au cours du XIXe siècle, tenant lieu de mutuelles d'assurance à une époque où il n'existait aucune protection sociale. Elles déclinèrent avec l'organisation progressive de celle-ci.
Elles sont fréquemment composées de personnes qui partagent en commun des valeurs sociales, religieuses ou politiques communes. Les plus connues d'entre elles sont les Odd Fellows et les  Foresters.
À la différence des guildes, les membres d'une société amicale n'appartiennent pas nécessairement à une même profession.
Lorsque l'objet principal de l'association était la solidarité entre les membres notamment en ce qui concerne la solidarité en matière de frais médicaux, de frais d'obsèques et l'assistance aux veuves et aux orphelins, on employait en général le terme de sociétés amicales (friendly societies).
Lorsque l'objet principal était plus philosophique, moral et de sociabilité que mutualiste, on employait plutôt le terme de sociétés fraternelles (fraternal societies).
La franc-maçonnerie anglaise était à son origine une de ces sociétés. En 2023, la Grande Loge Unie d'Angleterre se définit toujours comme étant l'une des plus anciennes d'entre elles .

## Histoire

### Au Royaume-Uni
L'expression "friendly society" est attestée dans les Îles Britanniques depuis au moins le milieu du XVIIe siècle pour désigner des associations dont les membres souscrivaient à un fonds commun auquel ils pouvaient faire appel en cas de maladie mais surtout pour garantir qu'ils pourraient bénéficier d'obsèques dignes, auxquelles tous les membres de l'association étaient généralement tenus d'assister. Elles rémunéraient souvent un médecin et prenaient soin des veuves et orphelins de leurs membres décédés.

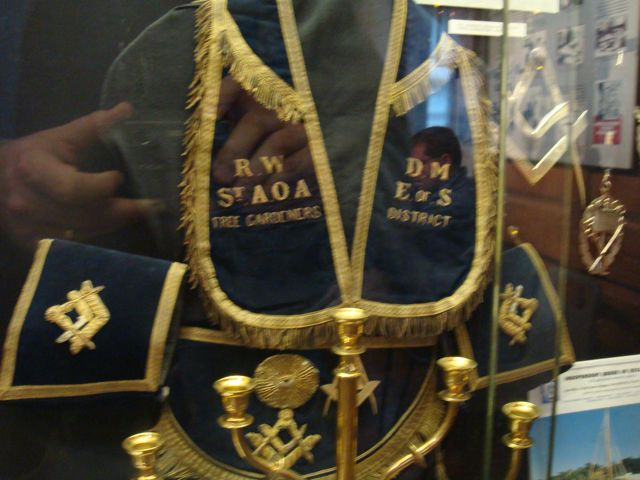
Regalia de franc-jardinier.

À partir du XVIIIe siècle, certaines d'entre elles mirent plus l'accent sur leurs activités de sociabilité que sur celui d'assurance mutuelle, notamment lorsqu'elles recrutaient principalement dans des milieux sociaux qui n'avaient pas besoin de protection sociale. Elles se dénommaient dans ce cas plutôt «sociétés fraternelles» (fraternal societies) que «sociétés amicales«, mais la différence entre ces deux formes d'associations était rarement tranchée.
En Écosse, une loge de francs-jardiniers dénommée «ye Fraternitie of the Gardiners of East Lothian» est attestée à Haddington dès 1676. 
En Angleterre, l'une des plus anciennes est la «Society of Parisians» fondée à Londres en 1687 par des huguenots français qui s'y étaient réfugiés à la suite de la révocation de l'édit de Nantes.
Daniel Defoe publia un texte en 1697 dans lequel il proposait la création d'une société amicale nationale à laquelle tous les travailleurs du pays seraient obligés d'adhérer. Ce projet n'eut pas de suite mais généra des débats qui aboutirent un siècle plus tard au George Rose Act de 1793.
Les sociétés amicales pratiquaient généralement des cérémonies d'initiation de leurs nouveaux membres et utilisaient des vêtements symboliques (regalia) particuliers à chacune d'elles. Lorsqu'elles étaient rattachées à un métier ou à une activité particulière, elles se réclamaient symboliquement d'origines légendaires s'inspirant souvent de la Bible et se rattachant à leur activité. Les  francs-jardiniers se référaient par exemple au  Jardin d'Eden, les  francs-maçons au Temple de Salomon, etc.
À la suite de la Révolution française, ces sociétés furent interdites dans le  Royaume de Grande Bretagne par le Unlawful Oath Act de 1797 puis par le Unlawful Societies Act de 1799. Seule la franc-maçonnerie, protégée par ceux de ses membres qui appartenaient à la haute aristocratie et à la famille royale, en fut exemptée sous condition que chacune de ses loges fournisse la liste de ses membres au magistrat local. Elle fut également contrainte de changer en profondeur et de cesser d'être un lieu de discussion d'idées nouvelles, d'abjurer toute activité politique et de prendre ses distances avec les autres sociétés amicales. Progressivement, son mode d'organisation fut supplanté par celui des  clubs de gentlemen en ce qui concerne la sociabilité des classes supérieures de la société britannique. Cette interdiction découpla également les sociétés amicales britanniques de leurs homologues américaines qui, n'étant pas soumises à ces lois, continuèrent de prospérer.

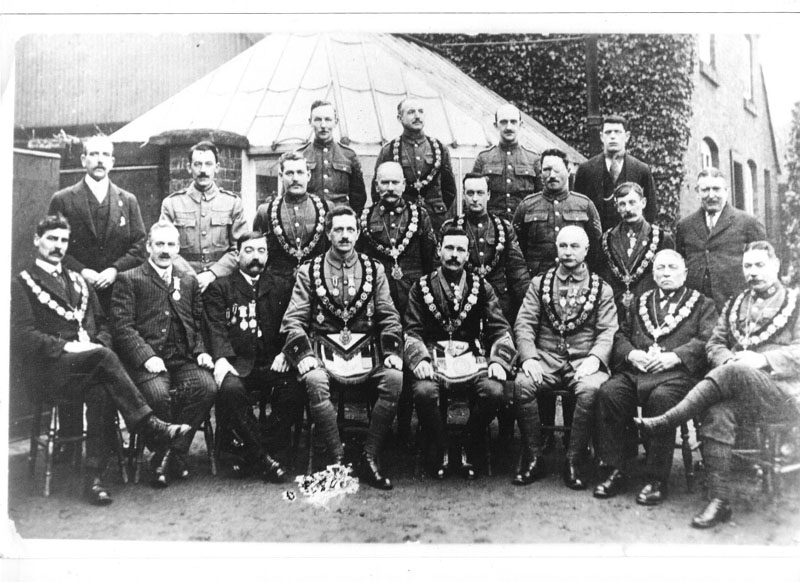
Loge civile et militaire du RAOB à Whittington (Staffordshire) vers 1920.

Toutefois, bien que leur interdiction ne fut officiellement levée qu'en 1967, les menaces d'une contagion de la Révolution française ayant disparu, de nouvelles société amicales, telles que le Royal Antediluvian Order of Buffaloes (1822), bien que techniquement illégales, purent être fondées sans être inquiétées.
Un peu plus tard, quelques  syndicats utilisèrent l'organisation des sociétés amicales comme couverture. Ce fut le cas notamment des Tolpuddle Martyrs qui furent condamnés à la déportation en 1834. Un autre cas célèbre est celui de l' Ordre d'Orange, société fraternelle clairement politique, qui fut interdite en 1836 avant de connaître un renouveau à la fin du siècle.
Malgré l'interdiction théorique, l'expansion de cette forme de sociabilité reprit au Royaume-uni tout au long du XIXe siècle au point qu'en 1910, on estime que les sociétés amicales et fraternelles y regroupaient plus de neuf millions de membres des deux sexes. Elles étaient composées d'organismes locaux appelés loges, qui se réunissaient eux-mêmes en fédérations nommées ordres. Beaucoup d'entre elles se chargeaient d'organiser une fête annuelle au cours de laquelle elles paradaient en ville avec leurs bannières en portant leurs regalia et leurs insignes, avant d'assister à un office religieux suivi d'un banquet ouvert à tous. Dans beaucoup de villages ou de petites villes, cette fête était la plus importante de l'année.
À la suite du développement du concept d'État-providence puis de la création du National Health Service au Royaume-Uni en 1948, les sociétés amicales y perdirent leur principal intérêt. Elles ont aujourd'hui presque disparu dans ce pays.

### Aux États-Unis

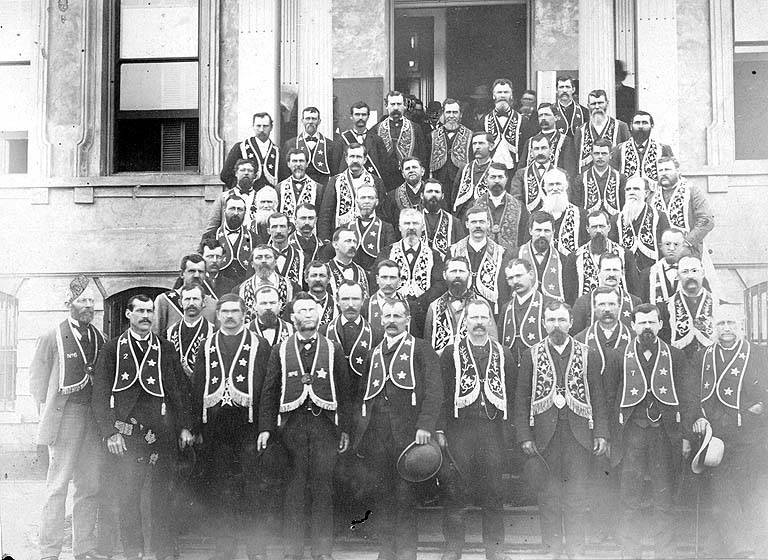
Groupe de Odd Fellows américains en 1883

Au cours du XIXe siècle, les sociétés amicales et fraternelles se développèrent considérablement aux États-Unis où elles offraient aux émigrants et aux pionniers des nouvelles villes des réseaux de sociabilité accueillants. Un important point de friction entre les sociétés amicales anglaises et américaines survint cependant, du fait que les sociétés amicales étaient fréquemment multiraciales dans l'Empire britannique ce qui n'était pas le cas aux États-Unis. En 1889 par exemple, l' Ancient Order of Foresters britannique préféra rompre avec sa branche américaine plutôt que d'approuver son recrutement ségrégatif.
À l'époque de la Guerre de Sécession, les trois principales de ces sociétés étaient la franc-maçonnerie, les Odd Fellows et les Knights of Pythias.
De nombreuses autres furent fondées après la guerre et prospérèrent rapidement. Ce fut le cas notamment de l' Ancient Order of United Workmen en 1868, qui utilisait un mélange de rituels issus de la franc-maçonnerie et des Odd Fellows. Le Noble and Holy Order of the Knights of Labor qui regroupait initialement des ouvriers qualifiés, admit par la suite parmi ses membres des employés, des femmes et, à partir de 1878, des personnes de couleur. Il revendiqua 730000 membres en 1886. Ces sociétés, avec d'autres, furent les précurseurs du mouvement syndical américain  ainsi que des sociétés d'assurance mutuelle.

## Sociétés amicales
Quelques-unes des sociétés amicales les plus connues au Royaume-Uni (par ordre chronologique):
- l'Order of the Free Gardeners (1676)
- les Oddfellows (1748)
- l'Ancient Order of Druids (1781)
- l'Ancient Order of Foresters (1790)
- le Royal Antediluvian Order of Buffaloes (1822)
- le Loyal Order of Ancient Shepherds (1826)
- l'United Ancient Order of Druids (1833)
- la Foresters Friendly Society (1834)
- l'Independent Order of Rechabites (1835)
- l'Order of Druids (1858)
- l'Independent Order of Foresters (1874)
- le Catholic Order of Foresters (1879)